# Docalidia gracilitas
Docalidia gracilitas är en insektsart som beskrevs av Nielson 1986. Docalidia gracilitas ingår i släktet Docalidia och familjen dvärgstritar. Inga underarter finns listade i Catalogue of Life.